# Аллинёк
Аллинёк (фр. Allineuc, брет. Alineg, галло Aleinoec) — коммуна во Франции, находится в регионе Бретань. Департамент — Кот-д’Армор. Входит в состав кантона Мюр-де-Бретань. Округ коммуны — Сен-Бриё.
Код INSEE коммуны — 22001.

## География
Коммуна расположена приблизительно в 390 км к западу от Парижа, в 95 км западнее Ренна, в 24 км к югу от Сен-Бриё.

## Население
Население коммуны на 2016 год составляло 588 человек.
| 1962 | 1968 | 1975 | 1982 | 1990 | 1999 | 2010 | 2016 |
| ---- | ---- | ---- | ---- | ---- | ---- | ---- | ---- |
| 892  | 744  | 660  | 608  | 545  | 497  | 561  | 588  |

## Администрация
| Период | Период | Фамилия      | Партия | Примечания |
| ------ | ------ | ------------ | ------ | ---------- |
| 2001   | 2008   | Мари Дуйар   |        |            |
| 2008   | 2014   | Мишель Бюрло |        |            |

## Экономика
В 2007 году среди 306 человек в трудоспособном возрасте (15—64 лет) 234 были экономически активными, 72 — неактивными (показатель активности — 76,5 %, в 1999 году было 77,1 %). Из 234 активных работали 226 человек (134 мужчины и 92 женщины), безработных было 8 (2 мужчин и 6 женщин). Среди 72 неактивных 28 человек были учениками или студентами, 28 — пенсионерами, 16 были неактивными по другим причинам.